# نينجا المغامر
نينجا المغامر «كبامارو» يعيش في قرية صغيره تطل على جبل ايجا مع جده العجوز والذي علمه فنون النينجا، تبدأ القصة بعد وفاة جده «سايزو» حيث ينتقل كبامارو للعيش في طوكيو مع صديقة جده القديمة «ران اوكوفو» مديرة مدرسة «الكنغ يوكو» بعد أن أوصاها سايزو في رسالة بعثها لها قبل وفاته برعايته، وتبدأ الأحداث من هنا، حيث يقع كابامارو في حب حفيدة ران «مـاي أوكوفو» وينضم إلى مـدرسة الكنج يوقو والتي هي في صراع مستمر مع مدرسه الاوق يوقو التي تترأسها «السيدة سـو» وهي أيضا كانت تحب سايزو العجوز.
يوجد هناك صراع خفي بين رئيسي مجلس الإدارة المدرستين «شيزون» و«ماجيما» لكل منهما عصابه تلجأ لكل الأساليب لتحقيق أهدافها. كبامارو يعشق الشومن -المعروفة باسمها الياباني ياكيسوبا- لدرجه لا يمكن تخيلها ودائما يتذكر أول طبق اكله برفقة أخيه «هايات» والذي هو في حقيقة الأمر ربيب سايزو. فسايزو قد تكفل برعاية هايات بعد انتحار أمه فأصبح مع كبمارو كالأخوين. ولكن قسوة سايزو الجد على هايات جعلته يهرب عندما كبر قليلاً ليصبح شخصاً مادياً جداً. كابامارو ظل دائما يتذكر هايات، وحاول العثور عليه مراراً في طوكيو، وفي النهاية وجده وقد تحول شخصاً آخر طبعته الحياة المادية في المدينة بصورتها فنسي بساطة الجبل وأصبح شخصاً يمكن أن يبيع نفسه لأجل المال. وفي الواقع تستغل «سو» عدوة «ران أوكوفو» هذا الأمر عندما تعلم بوجود هايات في طوكيو وتستغله مادياً لتنفيذ مآربها. المسلسل رائع ومليئ بالأحداث المشوقه والرائعة ومن الصعب أن تكتب قصة مختصرة له، يقع في 24 حلقه.

## الشخصيات
- كبمارو:هو البطل الرئيسي بالمسلسل ويتميز بقوته وحبه للاكل وخصوصا الشومن.
- هايات:تربى هايات مع كبمارو في الجبل واعتبره كبمارو كاخا له ولكنه بعد سنوات هرب من هناك ذاهبا إلى طوكيو.
- ماي:الفتاة الجميلة التي تسكن مع كبامارو في طوكيو وفي البداية كانت تنظر إلى كبامارو انه غريب الأطوار
- شيزون: هو رجل وسيم وكانت ماي تحبه ولكنه هو القائد في الظل.
- ماجيما: هو خصم شيزون لانه قائد العصابة التي واجه عصابة شيزون.
- سيدة سو: هي عجوز مديرة المدرسة التي يدرس بها ماجيما وهي تحبه وكذالك قامت بتبني هايات.
- سيدة ران: هي عجوز ومديرة المدرسة التي ضد مدرسة السيدة سو وكذالك هي جدة ماي وكبمارو يسكن عندها.
- سايزو: هو جد كبامارو وكذالك قام بتربية هايات والسيدتان ران وسو وقعوا في حبه في أيام الماضي.
- شيراكاوا:

*كاورو: صديقة شيزون.
- ميكيزو:

## أصوات الدبلجة العربية
- وحيد جلال: كابامارو (حلقات 1-7)
- وليم عتيق: كابامارو (حلقات 8-24) / شيزون (الصوت الأول) / الطباخ في المنزل (حلقة 2 و3)
- الفيرا يونس: ماي/ الممرضة العملاقة (الصوت الأول)
- خالد السيد: شيراكاوا (الصوت الثاني) / سايزو (الصوت الثاني)
- سمير معلوف: شيزون (الصوت الثاني) / هيات (الصوت الأول)
- سميرة بارودي: السيدة ران / هيات الصغير / الطالب اوكي
- طوني يونس: ماجيما (الصوت الأول) / سايزو (الصوت الأول) / هيات (الصوت الثاني) / الطالب هوتا
- منغالا: كاورو
- ميشال أبو سليمان: نائب المدير (الصوت الأول) / ماجيما (الصوت الثاني) / الطباخ في المنزل (حلقة 1) / المدرس (حلقة 3)
- ميشال ثابت: شيراكاوا (الصوت الأول) / نائب المدير (الصوت الثاني)
- وفاء طربيه: السيدة سو / الممرضة العملاقة (الصوت الثاني)
- بدر حداد: الخادمة في المنزل
- انطوان حجل: ميكيزو (حلقة 3) / ماجيما حلقة 2

## كلمات الأغنية
- نينجا نينجا نينجا
- بطل محبوب
- نينجا نينجا نينجا
- أخلاق يذوب
- برشاقته وفتوته وبطيبته
- يغزو القلوب
- نينجا نينجا نينجا
- هو بطل في الكارتيه
- قبضة يده حديدية
- نينجا نينجا نينجا
- يعشق السِلمَ ولا يعتدي
- ولا يرضى لأحد أذية
- نينجا نينجا نينجا
- شرهٌ يحب طعام الشومن
- يأكل يأكل ولا يشبع
- نينجا نينجا نينجا
- بطل محبوب
- نينجا نينجا نينجا
- أخلاق يذوب

## وصلات خارجية
- نينجا المغامر
- Igano Kabamaru
- نينجا المغامر على موقع IMDb (الإنجليزية)
- نينجا المغامر على موقع قاعدة بيانات الفيلم (الإنجليزية)
- نينجا المغامر على موقع ليتربوكسد (الإنجليزية)
- نينجا المغامر على موقع كينوبويسك (الروسية)
- نينجا المغامر على موقع ANN anime (الإنجليزية)
- نينجا المغامر على موقع ANN manga (الإنجليزية)